# Hemitaeniochromis urotaenia
Hemitaeniochromis urotaenia – gatunek słodkowodnej ryby z rodziny pielęgnicowatych (Cichlidae). Bywa hodowany w akwariach.

## Występowanie
Gatunek endemiczny jeziora Malawi (Niasa) w Afryce. Jest tam szeroko rozprzestrzeniony.

## Opis
Osiąga w naturze do 22 cm długości. Drapieżna. Poluje w parach lub większych grupach.

## Warunki hodowlane
| Zalecane warunki w akwarium | Zalecane warunki w akwarium |
| --------------------------- | --------------------------- |
| Zbiornik                    | duży                        |
| Temperatura wody            | 24–27 °C                    |
| Twardość wody               | twarda 8–25°n               |
| Skala pH                    | 7,3–8,8                     |
| Pokarm                      | żywy, mrożony               |

## Status zagrożenia
Gatunek wpisany do Czerwonej księgi gatunków zagrożonych IUCN w kategorii LC (najmniejszej troski).